# 晁姓
晁姓，是中国的一个姓氏。收錄在《百家姓》中。

## 起源
《史记·晁错传·索隐》上记载说：“晁氏出南阳，今西鄂晁氏之后也。”

## 延伸阅读
[在维基数据编辑]
 《百家姓》
 《欽定古今圖書集成·明倫彙編·氏族典·晁姓部》，出自陈梦雷《古今圖書集成》